# مدرج ميلانو

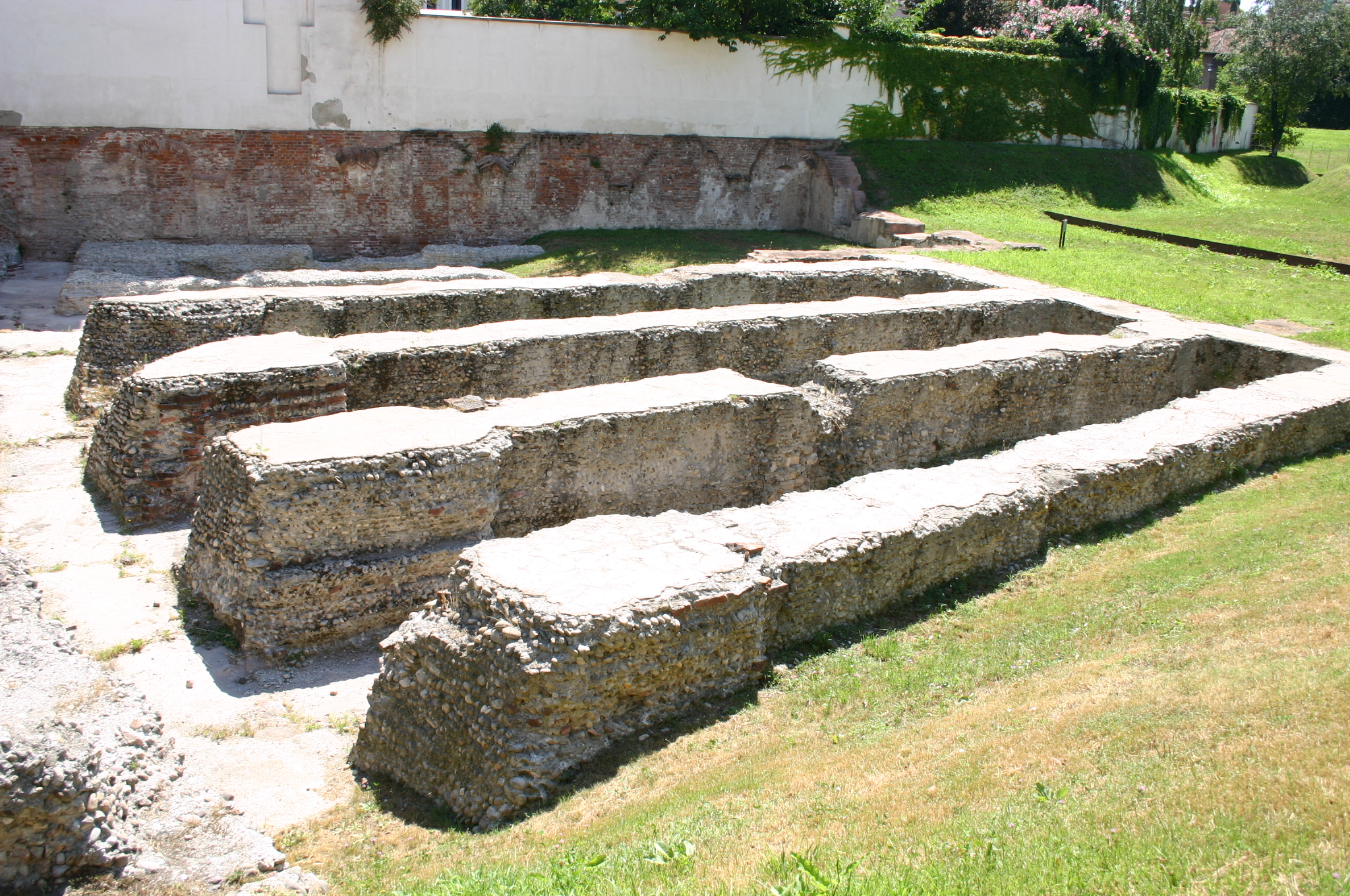
بقايا مدرج ميلانو.

مدرج ميلانو (بالإنجليزية: Milan amphitheatre)‏ هو مدرج روماني في مدينة ميديولانوم القديمة، وكما تُعرف اليوم باسم ميلان الحديثة في شمال إيطاليا.
تم بناء المدرج بالقرب من بورتا تيسينيسي في القرنين الثاني والثالث الميلادي، عندما أصبحت ميديولانوم مهمة اقتصاديًا وسياسيًا بينما تراجعت روما. وأصبحت المدينة إحدى عواصم الإمبراطورية الرومانية الغربية (القرن الرابع أو الخامس). تم التخلي عنها لاحقًا بعد أن فرضت المسيحية حدًا لألعاب الساحات، وفي أعقاب الأزمة الإمبراطورية، لم يعد يتم استيراد الحيوانات في المدرج. وقد أصبحت مقلعاً لأحجار البناء في وقت مبكر من القرن الرابع الميلادي، عندما تم بناء كنيسة سان لورينزو (بالإيطالية: Basilica of San Lorenzo, Milan)‏.
هُدم البناء أثناء الهجوم البربري على ميلانو، حيث كان يقع خارج الأسوار وبالتالي يمكن استخدامه كمعقل للمهاجمين. ومع ذلك، فإن تاريخ الحدث غير مؤكد: يمكن أن يكون عام 402، أثناء غزو القوط الغربيين لإيطاليا، أو عام 452، عندما اجتاح أتيلا شمال إيطاليا، أو أثناء الحروب القوطية (القرن السادس).

## البناء
ومع ذلك، فإن البقايا الضئيلة للمدرج سمحت لعلماء الآثار بحساب قياساته حيث كان ارتفاعه 129.5 متر (425 قدم) وطوله 109.3 متر (359 قدم).  تبلغ مساحة الساحة 71×41 متر (233×135 قدم) .

## الروابط الخارجية
- ميلانو الرومانية القديمة